# Křenov
Křenov (en allemand : Krönau) est une commune du district de Svitavy, dans la région de Pardubice, en République tchèque. Sa population s'élevait à 407 habitants en 2024.

## Géographie
Křenov se trouve à 15 km au sud-est de Svitavy, à 73 km au sud-est de Pardubice et à 164 km à l'est-sud-est de Prague.
La commune est limitée par Dlouhá Loučka au nord, par Městečko Trnávka et Jevíčko à l'est, par Březina et Janůvky au sud et par Pohledy à l'ouest.

## Histoire
La première mention écrite du village date de 1308.

## Galerie

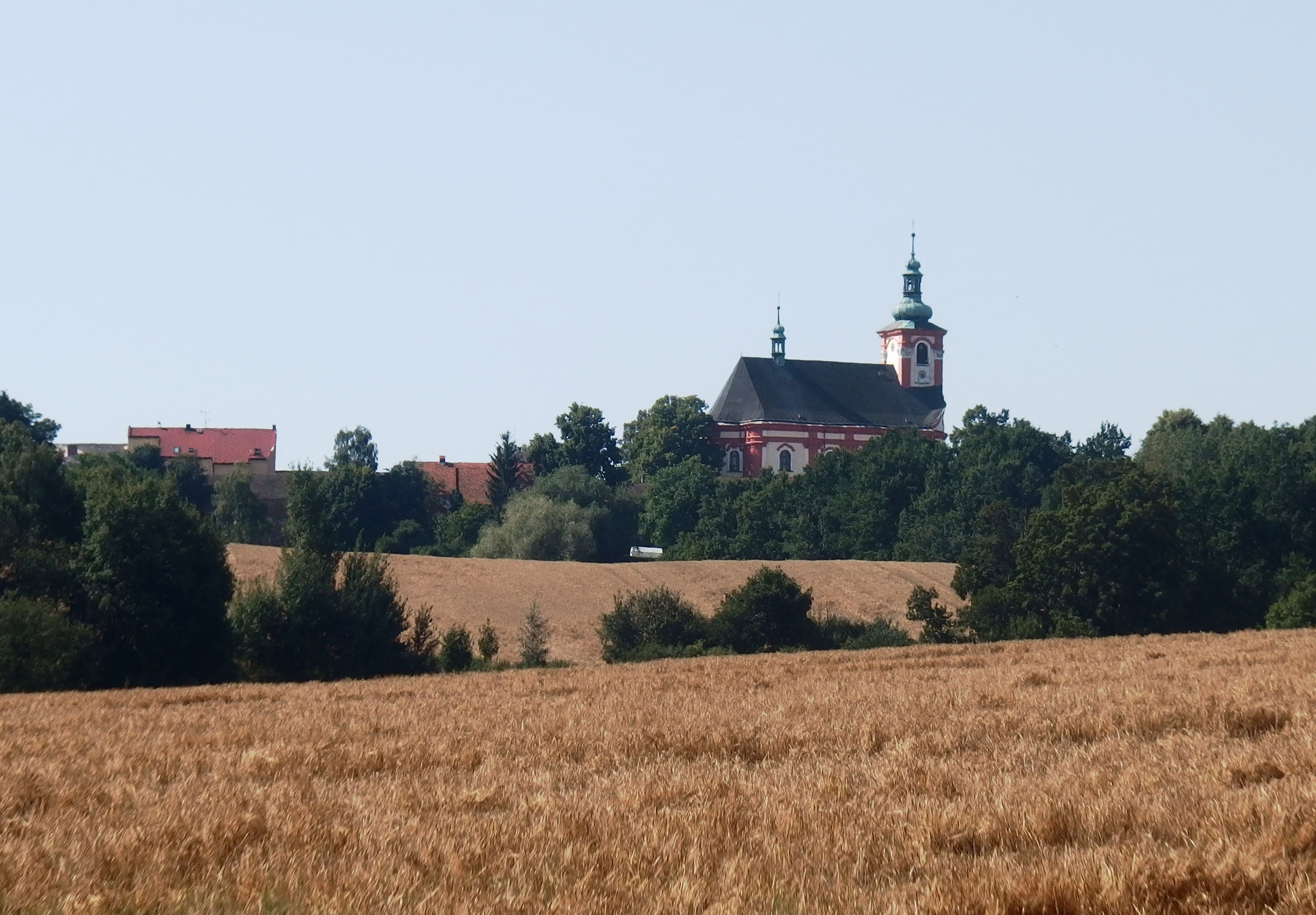
Église Saint-Jean-Baptiste.
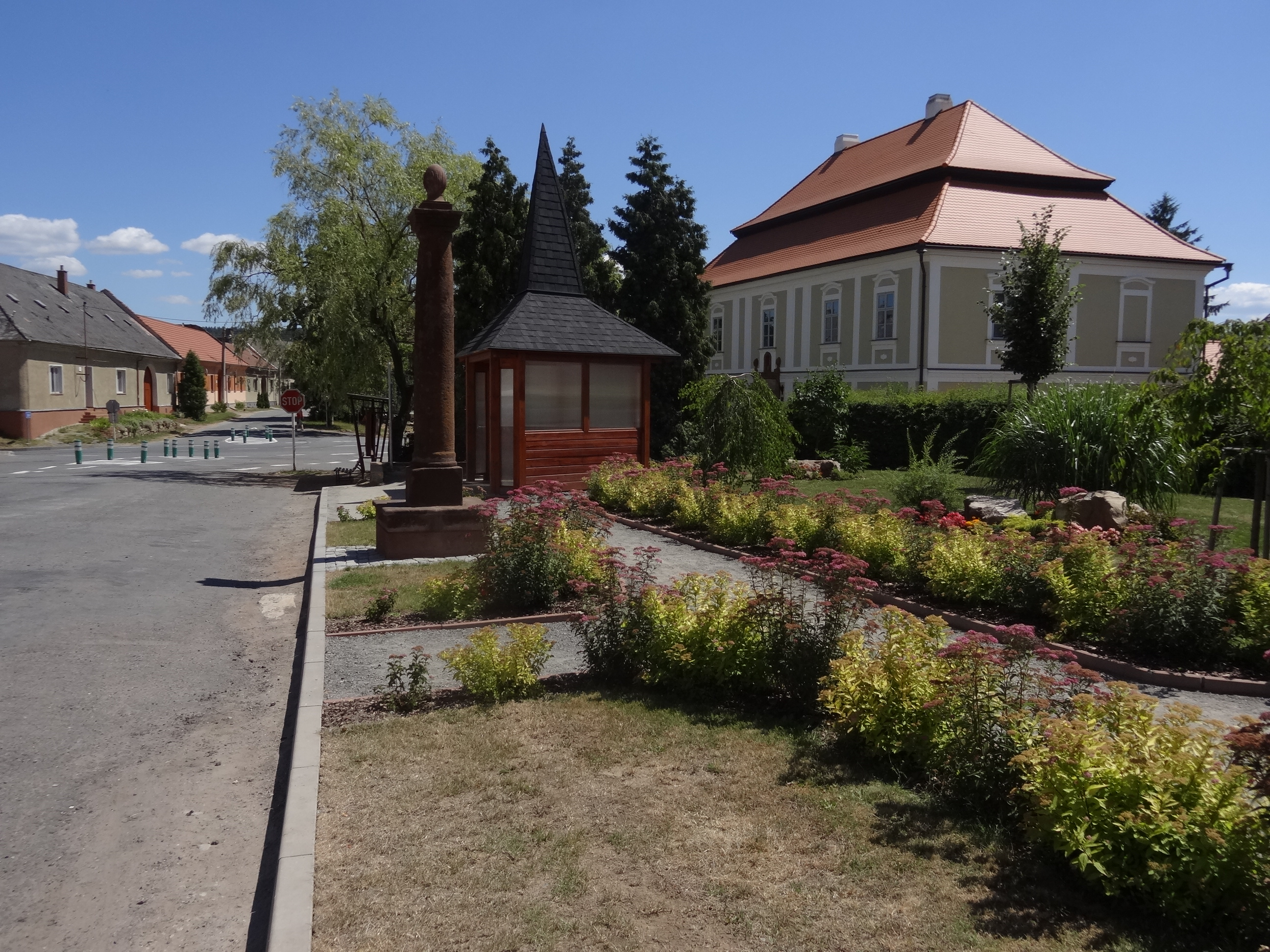
Křenov : place centrale.

## Transports
Par la route, Křenov se trouve à 11 km de Moravská Třebová, à 23 km de Svitavy, à 90 km de Pardubice et à 203 km de Prague. 